# Expeditionschef för Finansdepartementet
Expeditionschefen på Finansdepartementet var den högste ämbetsmannen i Finansdepartementet efter departementschefen (finansministern). Han hade samma ställning som en nutida statssekreterare.

## Expeditionschefer för Kungliga Finansdepartementet
- Sven Munthe 1840–1842
- Adolf Fredrik Normelin 1842–1848
- Gustaf Munthe 1848–1856
- Henrik Wilhelm Bredberg 1856–1860
- Nils Lindberg 1860–1861
- Otto Forssell 1861–1864
- Henric Lovén 1864–1874
- Frans Albert Anderson 1874
- Herman Odelberg 1874–1878
- Wilhelm Lilliestråle 1878–1883
- Robert Dickson 1883–1888
- Lars Åkerhielm 1888
- Hans Wachtmeister 1888–1897
- Gustaf Fredrik Munthe 1897–1904
- Jarl Ernberg 1904–1909
- Conrad Carleson 1909–1910
- Karl Axel Fryxell 1910–1915
- Henrik Themptander 1913–1917 (till 1915 tillförordnad)
- Lars Rabenius 1917 (tillförordnad)